# 张健 (东晋)
張健（？—329年），东晋初期武将。《晋书》卷七作張謹，蘇峻之乱中，他作为蘇峻軍中心将领发挥了积极作用，最后被晋军击败，战死。
張健在東晋冠軍将軍蘇峻麾下为将。咸和二年（327年）十月，蘇峻在历陽起兵，举起对抗東晋的反旗。十二月，蘇峻派張健、韓晃等人攻打姑孰。姑孰攻克，没收了城内的盐和大米。中書令庾亮对姑孰陷落感到非常失望。
咸和三年（328年）五月，会稽内史王舒、奮武将軍庾冰起兵讨伐蘇峻。吴興郡太守虞潭、吴国内史蔡謨、前義興郡太守顧众等率兵呼应。蘇峻闻讯，命張健、管商、弘徽前去討伐。張健攻打晋陵，与虞潭军屡战不息。与马雄在无锡与庾冰等前鋒部队交战，取得胜利。張健等人侵入敌境，烧毁衙署，掠夺诸县。
王舒等重新整顿军队，与張健等人再战。張健大败前鋒軍，杀死姚休，晋军撤退至紫壁。王舒再战，張健退至曲阿。張健派馬雄、陶陽迎击，大敗，损兵两千。
九月，与韩晃等攻打大業营垒。营垒内部缺水，士兵们困穷只得喝粪汁，但防御坚固，晋军进攻失败。十月，听到蘇峻死讯，返回石头城。
咸和四年（329年）二月，晋軍攻打石頭城。蘇碩战败，張健等人惊恐，逃往曲阿。途中，蘇逸被李湯擒杀。这支军队由張健統率。张健怀疑弘徽等人有二心，将他们殺害。
他们从延陵乘船到吴兴。与追击的揚烈将軍王允之交战，大败，损失男女一万余人。張健带着韓晃・馬雄率领大军，向故鄣进发。郗鑒派遣李閎追击。两军在平陵山交战，蘇峻一方被歼，張健阵亡。